# Crackers de Floride

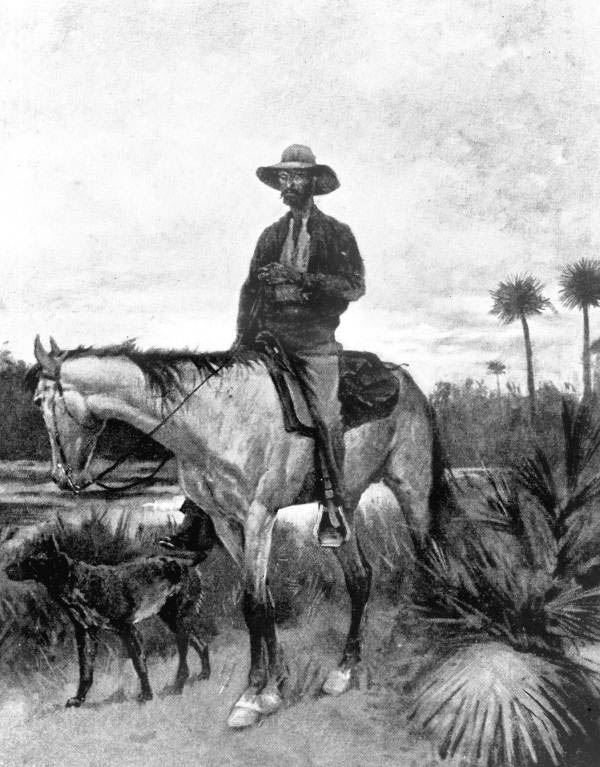
Un Cowboy Cracker (1895) par Frederic Remington, illustrant le cracker Bone Mizell.

L'expression Crackers de Floride se réfère aux premiers colons britanniques et américains de l'actuelle Floride, et à leurs descendants. Ils ont gagné la région lorsque l'Espagne l'a cédée à la couronne britannique en 1763.

## Usage moderne
Parmi les habitants de Floride, le nom est employé pour désigner les personnes qui ont des liens familiaux sur plusieurs générations en Floride, par opposition aux nouveaux résidents, souvent attirés par le climat. L'utilisation du nom est considéré comme source de fierté,.